# Kokujewia
Kokujewia is een geslacht van vliesvleugelige insecten van de familie Argidae.

## Soorten
(Indicatie van aantallen soorten per geslacht tussen haakjes)
- K. clementi Zirngiebl, 1949